# Santiago Rodríguez Rodríguez
Santiago Rodríguez Rodríguez (ur. 25 maja 1968 w Mamey) – dominikański duchowny katolicki, biskup San Pedro de Macorís od 2017.

## Życiorys
Święcenia kapłańskie otrzymał 24 czerwca 2000 i został inkardynowany do diecezji Puerto Plata. Przez wiele lat pracował jako wykładowca i wychowawca w diecezjalnym seminarium, jednocześnie pełniąc funkcje m.in. diecezjalnego duszpasterza rodzin, duszpasterza akademickiego oraz wojskowego kapelana. W 2014 został wikariuszem biskupim ds. duszpasterskich.
3 listopada 2017 papież Franciszek mianował go ordynariuszem diecezji San Pedro de Macorís. Sakry udzielił mu 30 grudnia tegoż roku bp Gregorio Nicanor Peña Rodríguez.